# Адзабу

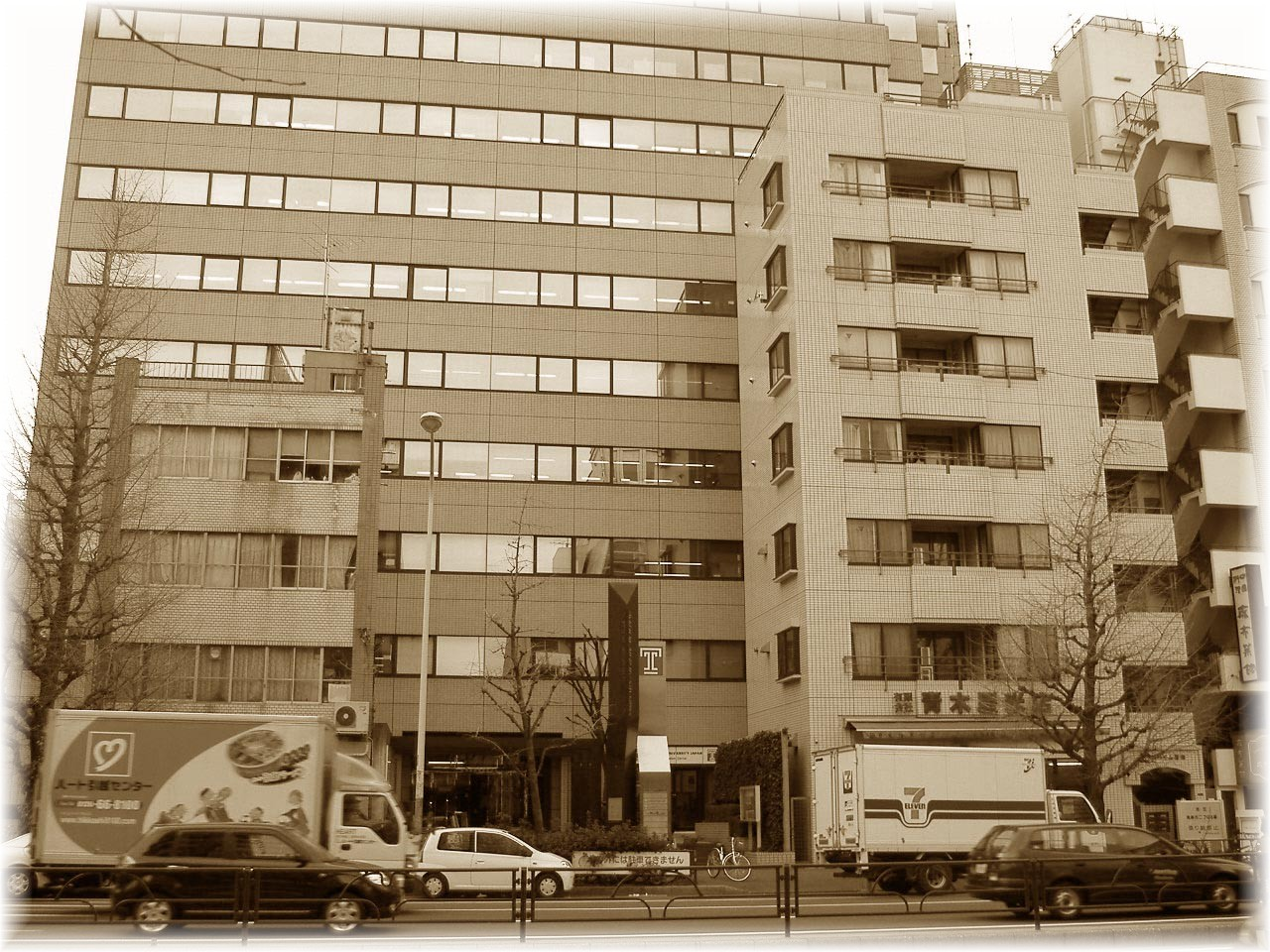

Адзабу (яп. 麻布) — токийский квартал, расположен в специальном районе Минато. Построен на болотистой местности в предгорьях, к югу от центральной части Токио.

## История
До начала периода Эдо этот район был сельскохозяйственным. Археологические данные свидетельствуют, что территория была заселена ещё в период Дзёмон. Квартал стал урбанизированным в 17 веке, после того, как Токугава Иэясу основал свою резиденцию в Эдо. Большая часть квартала была разрушена во время бомбардировки Токио в 1945 году. Торговые районы Адзабу не были восстановлены после войны. С 1878 до 1947 года Адзабу являлся районом Токио, после вошёл в состав специального района Минато.

## Компании
- Fujifilm

## Станции метро
- Акабанэбаси
- Адзабу-Дзюбан
- Хироо